# Otero de Herreros
Otero de Herreros is een gemeente in de Spaanse provincie Segovia in de regio Castilië en León met een oppervlakte van 43,71 km². Otero de Herreros telt 971 inwoners (1 januari 2016).